# Championnat d'Angleterre féminin de football de deuxième division
Le championnat d'Angleterre de football de deuxième division féminine, est le deuxième niveau du football féminin en Angleterre, il a été créé en 2014.
Jusqu'en 2018, la compétition s'appelait la FA Women's Super League 2 (WSL 2), elle a été depuis renommée FA Women's Championship.

## Histoire
Pour la saison 2014, la FA Women's Super League a été élargie pour créer une deuxième division avec neuf nouvelles équipes. À l'issue de la saison, le dernier du championnat est relégué en WSL 2.
La première division comptabilise huit équipes alors que la deuxième division comptabilise 10 équipes,,,
A l'issue de la saison 2013, Manchester City a obtenu la licence de monter en Women's Super League. Alors que Doncaster Rovers Belles a été relégué en deuxième division, neuf nouvelles équipes rejoignent la deuxième division, London Bees, Durham, Aston Villa, Millwall Lionesses, Yeovil Town, Reading, Sunderland, Watford et Oxford United. Doncaster Belles a fait appel de leur relégtion, mais leur demande a été rejetée.
En décembre 2014, la FA WSL a annoncé un plan pour étendre la Super League de huit à dix équipes. Deux équipes seront promues en première division, tandis que le dernier de la Super League sera relégué en deuxième division,. De plus, pour la première fois, une équipe de la FA  Women's Premier League a été promue en deuxième division.
En 2016, 9 équipes évoluaient en première division et 10 équipes en deuxième division avec le processus répété l'année suivante, la première et la deuxième division avaient dix équipes chacune pour la saison 2017-2018.
Depuis la saison 2018-2019, un nouveau format est appliqué, 11 équipes prendront part à la compétition, Doncaster Rovers, Watford, Sheffield United et Oxford United n'ont pas obtenu la licence et ont été rétrogradés en troisième division, ils ont été remplacés par Charlton Athletic, vainqueur des barrages de promotion en Championship, Leicester City, Crystal Palace, Lewes et West Ham United remplacent les rétrogradés au sein de la compétition.

## Système
Les 2 premiers du championnat sont promus en (FA Women's Super League), les 2 derniers quant à eux seront relégués en FA Women's National League North ou South, 3e niveau féminin.

## Palmarès
| Édition                                | Vainqueur               | Deuxième                | Troisième             | Meilleure buteuse                                              | Nombre de buts |
| -------------------------------------- | ----------------------- | ----------------------- | --------------------- | -------------------------------------------------------------- | -------------- |
| Palmarès de la FA Women's Championship |                         |                         |                       |                                                                |                |
| 2014                                   | Sunderland              | Doncaster Rovers Belles | Reading               | Fran Kirby (Reading)                                           | 24             |
| 2015                                   | Reading                 | Doncaster Rovers Belles | Everton               | Courtney Sweetman-Kirk (Doncaster Rovers Belles)               | 20             |
| 2016                                   | Yeovil Town             | Bristol City            | Everton               | Ini-Abasi Umotong (en) (Oxford United) Jo Wilson (London Bees) | 13             |
| 2017                                   | Everton                 | Doncaster Rovers Belles | Millwall Lionesses    | Courtney Sweetman-Kirk (Doncaster Belles)                      | 9              |
| 2017-2018                              | Doncaster Rovers Belles | Brighton & Hove Albion  | Millwall Lionesses    | Jessica Sigsworth (Doncaster Rovers Belles)                    | 15             |
| 2018-2019                              | Manchester United       | Tottenham Hotspur       | Charlton Athletic     | Jessica Sigsworth (Manchester United)                          | 17             |
| 2019-2020                              | Aston Villa             | Sheffield United        | Durham                | Katie Wilkinson (Sheffield United)                             | 15             |
| 2020-2021                              | Leicester City          | Durham                  | Liverpool             | Katie Wilkinson (Sheffield United)                             | 19             |
| 2021-2022                              | Liverpool               | London City Lionesses   | Bristol City          | Abi Harrison (en) (Bristol City)                               | 17             |
| 2022-2023                              | Bristol City            | Birmingham City         | London City Lionesses | Melissa Johnson (en) (Charlton Athletic)                       | 12             |
| 2023-2024                              | Crystal Palace          | Charlton                | Sunderland            | Elise Hughes (Crystal Palace)                                  | 16             |
| 2024-2025                              | London City Lionesses   | Birmingham City         | Charlton Athletic     | Isobel Goodwin (London City Lionesses)                         | 16             |